# Clinophaena parkensis
Clinophaena parkensis är en tvåvingeart som först beskrevs av Grover 1964.  Clinophaena parkensis ingår i släktet Clinophaena och familjen gallmyggor. Inga underarter finns listade i Catalogue of Life.